# Mariana Agathangelou
Mariana Agathangelou (* 14. August 1988 in Jersey) ist eine britische Badmintonspielerin. 

## Karriere
Mariana Agathangelou gewann 2004 die Einzelmeisterschaft der Junioren in England. Ein Jahr später siegte sie dreifach bei den Island Games. 2006 gewann sie die Welsh International. 2008 und 2009 war sie insgesamt viermal international erfolgreich. 2010 erkämpfte sie sich Bronze bei der Europameisterschaft im Damendoppel.

## Sportliche Erfolge
| Saison | Veranstaltung                             | Disziplin   | Platz | Name                                           |
| ------ | ----------------------------------------- | ----------- | ----- | ---------------------------------------------- |
| 2004   | England: Einzelmeisterschaft der Junioren | Damendoppel | 1     | Mariana Agathangelou / Rachel Howard           |
| 2005   | Island Games                              | Mixed       | 1     | Christopher Cotillard / Mariana Agathangelou   |
| 2005   | Island Games                              | Damendoppel | 1     | Mariana Agathangelou / Kerry Coombs-Goodfellow |
| 2005   | Island Games                              | Dameneinzel | 1     | Mariana Agathangelou                           |
| 2006   | Welsh International                       | Damendoppel | 1     | Natalie Munt / Mariana Agathangelou            |
| 2006   | England: Einzelmeisterschaft der Junioren | Mixed       | 1     | Dean George / Mariana Agathangelou             |
| 2006   | England: Einzelmeisterschaft der Junioren | Damendoppel | 1     | Mariana Agathangelou / Jenny Wallwork          |
| 2007   | Junioren-Europameisterschaft              | Damendoppel | 3     | Gabrielle White / Mariana Agathangelou         |
| 2007   | England: Einzelmeisterschaft der Junioren | Damendoppel | 1     | Mariana Agathangelou / Gabrielle White         |
| 2008   | Welsh International                       | Damendoppel | 1     | Mariana Agathangelou / Jillie Cooper           |
| 2008   | Scottish Open                             | Damendoppel | 1     | Mariana Agathangelou / Jillie Cooper           |
| 2009   | Spanish International                     | Mixed       | 1     | Robin Middleton / Mariana Agathangelou         |
| 2009   | Irish Open                                | Damendoppel | 1     | Mariana Agathangelou / Heather Olver           |
| 2010   | Europameisterschaft                       | Damendoppel | 3     | Mariana Agathangelou / Heather Olver           |
| 2012   | Polish International                      | Damendoppel | 1     | Mariana Agathangelou / Heather Olver           |